# بني حرام
قرية بني حرام هي إحدى القرى التابعة لمركز دير مواس بمحافظة المنيا في جمهورية مصر العربية. حسب إحصاءات سنة 2006، بلغ إجمالي السكان في بني حرام 14313 نسمة، منهم 7280 رجلا و7033 امرأة.